# فريديريش كريستيان فليك
ولد فريديريش كريستيان فليك  في 19 سبتمبر 1944 في بالاتينات العليا في ألمانيا، هو ألماني-سويسري يعمل في ميدان الفن الحديث.
كريستيان هو حفيد رجل الأعمال الشهير فريديريش فليك و ابن أوتو إرنيست فليك.
يواجه كريستيان مضايقة العديد من المنظمات اليهودية ومن بينها رفض زوريخ معرض للفن الحديث أراد تنظيمه

## روابط خارجية
- فريديريش كريستيان فليك على موقع مونزينجر (الألمانية)